# Okres Jeseník
Okres Jeseník spadá do samosprávného Olomouckého kraje. Zřízen byl oproti ostatním okresům z roku 1960 dodatečně, a to od 1. ledna 1996 vyčleněním z okresu Šumperk (pouze město Zlaté Hory přešlo z okresu Bruntál). Sídlem okresního úřadu okresu Jeseník bylo město Jeseník, které je od roku 2003 obcí s rozšířenou působností a jehož správní obvod je totožný s okresem. Jde o co se týče počtu obyvatel nejmenší okres vůbec v České republice.
Na jihu sousedí s okresem Šumperk Olomouckého kraje, na východě s okresem Bruntál Moravskoslezského kraje. Ze západu a severu je vymezen státní hranicí s Polskem.

## Dějiny
Téměř celý okres leží v historickém Dolním Slezsku, resp. v nejzápadnější části Českého Slezska. Je to vlastně jižní část někdejšího Niského knížectví, která České koruně v rámci Habsburské monarchie zbyla po prohraných slezských válkách s Pruskem (1740–1745/63).
V letech 1868–1947 existoval politický okres Frývaldov, poté existující až do 31. prosince 1948 jako politický okres Jeseník (zahrnoval soudní okresy Frývaldov, Cukmantl, Javorník a Vidnava). Tehdy se jednalo o ryze slezský okres, jehož součástí byla i obec Heřmanovice, oproti dnešku však k němu nepatřilo území původně moravské obce Ostružná (s výjimkou slezské osady Ramzová, která v té době náležela do katastru Horní Lipové). V letech 1949–1960 zde pak existoval okres Jeseník, ke kterému však již nenáležela obec Heřmanovice.
Pak byl okres Jeseník zrušen a obnoven až 1. ledna 1996 na základě zákona č. 108/1995 Sb. vyčleněním 22 měst a obcí z okresu Šumperk a města Zlaté Hory z okresu Bruntál. Ve srovnání s okresem z let 1949–1960 je o něco větší.

## Charakteristika okresu

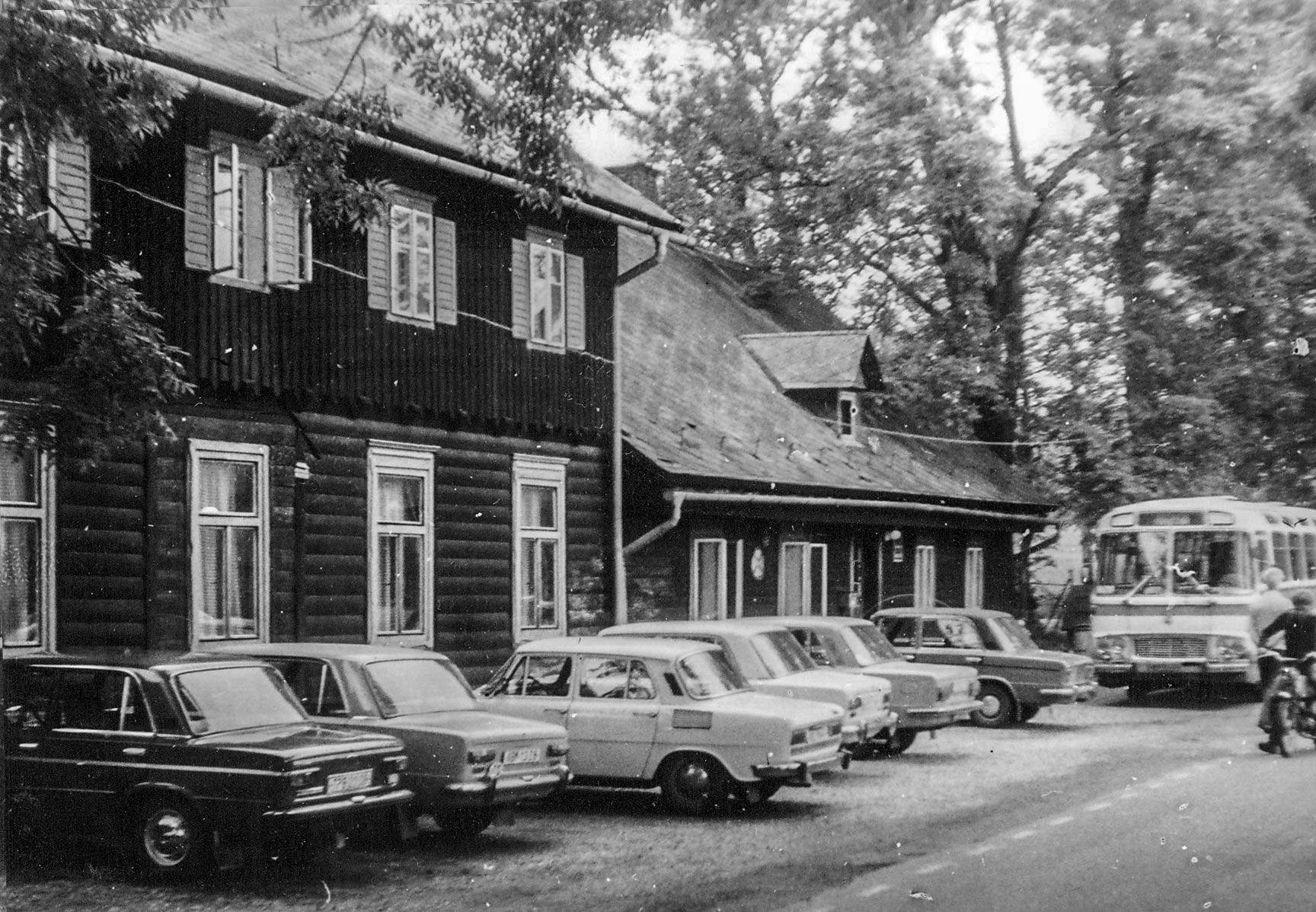
Restaurace „Noskova Chata na Rejvíze“

Okres Jeseník je nejmenší a nejméně lidnatý okres Olomouckého kraje. K roku 2019 měl rozlohu 719 km², z toho 33,2 % tvořila zemědělská půda a 59,5 % lesy, jde proto také o nejlesnatější okres kraje. Zemědělství je jen okrajové, významnější je lesnictví a myslivost. V lesích ovšem převažují smrkové a bukové monokultury, dalšími zastoupenými dřevinami jsou borovice, břízy, javory, modříny nebo olše. Podnebí je drsnější, ale současně rozmanité, protože pohoří Hrubého Jeseníku zasahuje do mírně teplé i chladné oblasti. Projevuje se zde inverze teploty vzduchu: ve vyšších polohách obvykle převažuje slunečné počasí a v údolích naopak studené mlhy. Častěji zde také prší a zimy bývají dlouhé. Hlavním potokem regionu je říčka Bělá, která se svými přítoky patří do povodí Odry.
Celý okres tvoří správní obvod jediné obce s rozšířenou působností (Jeseník), který se dále člení na tři správní obvody obcí s pověřeným obecním úřadem (Javorník, Jeseník a Zlaté Hory). Z celkem 24 obcí okresu je pět měst: Jeseník (11 tisíc obyvatel), Javorník (3 tisíce obyvatel), Vidnava (1 tisíc obyvatel), Zlaté hory (4 tisíce obyvatel) a Žulová (1 tisíc obyvatel). Okresem prochází silnice I. třídy I/44 a I/60. Silnicemi II. třídy jsou II/369, II/445, II/450, II/453, II/454, II/455, II/456 a II/457. Železničními tratěmi které procházejí tímto okresem jsou : Šumperk–Krnov, Lipová Lázně – Javorník ve Slezsku, Mikulovice – Zlaté Hory. 
Na území Jesenicka byla vyhlášena chráněná krajinná oblast Jeseníky, nachází se zde také tři národní přírodní rezervace Praděd, Rejvíz a Šerák-Keprník. Národními přírodními památkami jsou Borový, jeskyně Na Pomezí, Na Špičáku a Venušiny misky, dalšími přírodními památkami jsou např. Černé jezero, Chebzí, Píšťala, Skalka pod Kaní horou, vodopády Stříbrného potoka nebo několik zatopených lomů. Region je vzhledem ke své rozmanité a bohaté přírodě oblíbeným cílem individuální rekreace, pěší turistiky, cyklistiky a lyžování. Daří se zde i lázeňství, zejména díky Priessnitzovým léčebným lázním v Jeseníku, založeným v 1. polovině 19. století. V obci Lipová-lázně se nachází Lázně Dolní Lipová a ve městě Zlaté Hory sanatorium Edel. Území okresu je protkáno naučnými stezkami, např. ze Šeráku na Červenohorské sedlo, na Rejvízu k Velkému mechovému jezírku či stezka v okolí Zlatých Hor, přibližujcí historii zdejšího dobývání drahých kovů. Kromě přírodních se zde nachází i vícero kulturních památek, např. v Javorníku je to zámek Jánský Vrch, a s Jesenickem se lze seznámit také z řady vyhlídkových věží.

## Obyvatelstvo
| Rok            | 1869   | 1880   | 1890   | 1900   | 1910   | 1921   | 1930   | 1950   | 1961   | 1970   | 1980   | 1991   | 2001   | 2011   | 2021   |
| -------------- | ------ | ------ | ------ | ------ | ------ | ------ | ------ | ------ | ------ | ------ | ------ | ------ | ------ | ------ | ------ |
| Počet obyvatel | 63 916 | 67 275 | 68 016 | 67 346 | 67 249 | 64 594 | 70 092 | 37 881 | 40 195 | 39 709 | 42 238 | 42 583 | 42 413 | 38 779 | 35 471 |
| Počet domů     | 8 844  | 9 789  | 9 499  | 9 904  | 10 095 | 10 234 | 11 292 | 10 923 | 7 037  | 6 929  | 7 170  | 7 950  | 8 613  | 9 064  | 9 600  |

## Seznam obcí a jejich částí

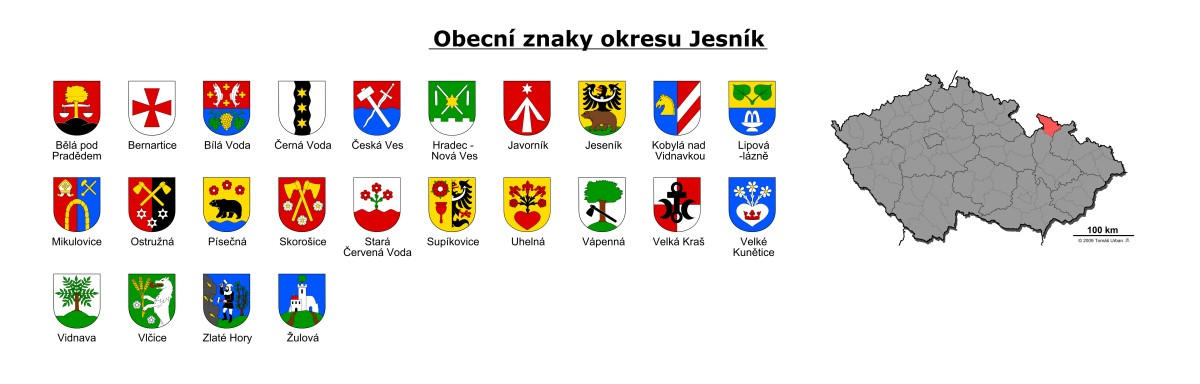
Přehled obecních znaků okresu Jeseník

Města jsou uvedena tučně, městyse kurzívou, části obcí malince.
Bělá pod Pradědem (Adolfovice • Bělá • Domašov • Filipovice) •
Bernartice (Buková • Horní Heřmanice) •
Bílá Voda (Kamenička • Městys Bílá Voda • Ves Bílá Voda) •
Černá Voda •
Česká Ves •
Hradec-Nová Ves •
Javorník (Bílý Potok • Horní Hoštice • Travná • Zálesí) •
 Jeseník (Bukovice • Dětřichov) •
Kobylá nad Vidnavkou •
Lipová-lázně (Bobrovník • Horní Lipová) •
Mikulovice (Kolnovice • Široký Brod) •
Ostružná (Petříkov • Ramzová) •
Písečná (Chebzí • Studený Zejf) •
Skorošice (Petrovice) •
Stará Červená Voda (Nová Červená Voda) •
Supíkovice •
Uhelná (Červený Důl • Dolní Fořt • Horní Fořt • Hraničky • Nové Vilémovice • Uhelná)  •
Vápenná (Polka) •
Velká Kraš •
Velké Kunětice •
Vidnava •
Vlčice (Bergov • Dolní Les • Vojtovice) •
Zlaté Hory (Dolní Údolí • Horní Údolí • Ondřejovice • Rejvíz • Rožmitál • Salisov • Zlaté Hory) •
Žulová (Tomíkovice)